# دانيال غيرار
دانيال غيرار (بالفرنسية: Danyel Gérard) (7 مارس 1939 في باريس) هو ملحن ومغني فرنسي.

## حياته
ولد دانيال في باريس لأب أرميني وأم إيطالية، لكنه ترعرع لبعض الوقت في ريو دي جانيرو، البرازيل. في عام 1953 ولى عائدا مرة أخرى إلى باريس. بعدها لعب في فرقة روك أند رول «ذو دانغرس». كان بين عامي 1959 و1961 جندي في شمال أفريقيا. بعدها أصبح مغني وعازف قيثار في مختلف الفرق. بدأ التلحين وكتابة الأغاني لبعض النجوم مثل سيلفي فارتان، داليدا، ريتشارد أنتوني، كاترينا فالنتي وأودو يورغينس.

## العناوين الناجحة
- الفراشة 1971.
- المهرج 1972.
- مدينتي 1972.
- إيزابيلا 1973.
- تي-لاي-لاي-لي 1974.

## روابط خارجية
- دانيال غيرار على موقع IMDb (الإنجليزية)
- دانيال غيرار على موقع ميوزك برينز (الإنجليزية)
- دانيال غيرار على موقع أول ميوزيك (الإنجليزية)
- دانيال غيرار على موقع ديسكوغز (الإنجليزية)
- دانيال غيرار على موقع قاعدة بيانات الفيلم (الإنجليزية)